# Euonymus subcordatus
Euonymus subcordatus är en benvedsväxtart som beskrevs av J.S. Ma. Euonymus subcordatus ingår i släktet Euonymus och familjen Celastraceae. Inga underarter finns listade.